# تاکاتسوکاسا فوساسوکه
تاکاتسوکاسا فوساسوکه (به ژاپنی: 鷹司 房輔 Takatsukasa Fusasuke); ۲۲ ژوئن ۱۶۳۷ – ۱ مارس ۱۷۰۰) پسر تاکاتسوکاسا نوریهیرا یک اشراف درباری یا کوگیو در دوره ادو در زمان شوگون‌سالاری توکوگاوا بود. همسر اصلی او دختر موری هیده‌ناری بود.
او سشو (از ۱۶۶۴ تا ۱۶۶۸) و کانپاکو (از ۱۶۶۸ تا ۱۶۸۲) بود.